# 5 Seconds
5 Seconds, ursprünglich 5 Second Rule, ist ein schnelles Party- und Assoziationsspiel von Michael Sistrunk, das zuerst 2010 in den Vereinigten Staaten von Patch Products auf Englisch veröffentlicht wurde. In der Folge erschienen zahlreiche Auflagen und Versionen in anderen Sprachen. 2012 wurde es auf Deutsch vom Moses. Verlag und 2016 erneut von dem französischen Spieleproduzenten Megableu veröffentlicht.

## Thema und Ausstattung
Bei dem Spiel 5 Seconds handelt es sich um ein schnelles Party- und Wissens- bzw. Assoziationsspiel, bei dem die Mitspieler versuchen, innerhalb von fünf Sekunden Aufgaben bestehend aus Fragen zu erfüllen, indem sie drei Antworten geben. Das Spielmaterial besteht aus einem einfachen Spielbrett, 6 Spielfiguren, 376 doppelseitig bedruckten Aufgabenkarten, 12 Karten „Der Nächste, bitte!“ und 12 Karten „Neue Karte“ sowie einem Timer in Form einer Kugelspirale, die die Zeit von 5 Sekunden durch herabrollende Kugeln vorgibt.

## Spielweise
Zum Spielbeginn werden die Aufgabenkarten gemischt und farblich gleich ausgerichtet in die Kartenbox gefüllt. Der Spielplan und die Kartenbox werden in die Tischmitte gelegt und jeder Spieler wählt eine Spielerfarbe und stellt seine entsprechende Spielfigur auf das Startfeld des Spielplans. Außerdem erhält jeder Spieler je zwei „Der Nächste, bitte!“- und „Neue Karte“-Karten.
Beginnend mit einem Startspieler spielen die Mitspieler nacheinander im Uhrzeigersinn. Der jeweils rechte Nachbar des aktiven Spielers zieht eine Aufgabenkarte aus der Kartenbox und liest die Aufgabe vor. Dabei beginnen alle Kartentexte mit „Nenne 3 …“, gefolgt von der konkreten Aufgabenstellung. Nachdem er die Aufgabe laut vorgelesen hat, dreht er den Timer um und der aktive Spieler muss innerhalb des Zeitraums von 5 Sekunden drei korrekte Antworten zur Aufgabe geben. Gelingt ihm dies, zieht er seine Figur um ein Feld auf dem Spielplan vorwärts und der nächste Spieler ist an der Reihe. Gelingt ihm dies nicht, bleibt er stehen und übergibt die Aufgabe an den nächsten Spieler, der sie nun erfüllen muss, ohne bereits gefallene Begriffe aus dieser Spielrunde zu verwenden. Gelingt es niemandem in dieser Runde, die Aufgabe zu erfüllen, darf der aktive Spieler ein Feld vorrücken und danach wird das Spiel normal mit dessen Nachbarn weitergeführt.
Jeder Spieler kann je zweimal in einem Spiel und innerhalb der fünf Sekunden eine der Sonderkarten „Der Nächste, bitte!“ und „Neue Karte“ einsetzen. Im ersten Fall wird die Aufgabe an den nächsten Spieler weiter gegeben und wenn dieser korrekt antwortet, dürfen beide Spieler ein Feld vorrücken, andernfalls zieht nur der aktive Spieler ein Feld vor. Spielt ein Spieler die Karte „Neue Karte“, darf er eine neue Karte statt der aktuellen spielen. Steht ein Spieler auf das Feld „Achtung Gefahr“, muss er beim nächsten Mal, wenn er eine Aufgabe erfüllen soll, auf jeden Fall 3 richtige Antworten geben. Gelingt ihm dies nicht, muss er seine Figur hinlegen und eine Runde aussetzen.
Das Spiel endet, wenn ein Spieler als Erster das Zielfeld mit der Nummer „12“ auf dem Spielplan erreicht und damit das Spiel gewinnt.

## Ausgaben und Rezeption
Das Spiel 5 Seconds wurde 2010 als 5 seconds rule von Patch Products und im Folgejahr erneut von UGames auf Englisch veröffentlicht. In den Folgejahren erschien das Spiel in weiteren Sprachen bei verschiedenen Verlagen. 2012 erschien eine deutsche Version des Spiels beim Moses. Verlag und 2016 erneut von dem französischen Spieleproduzenten Megableu im Vertrieb von Hutter Trade/HUCH!.
Das Spiel 5 Seconds Rule wird regelmäßig in The Ellen DeGeneres Show von Ellen DeGeneres mit prominenten Gästen gespielt.
2017 erschien mit dem 5 Seconds Rule Mini Game eine reduzierte Version mit einem Kartensatz und einem Zeitgeber. sowie 2018 mit 5 Second Rule: South African Edition eine Themenausgabe zu Südafrika. 2019 brachte Megabelu zudem eine Version unter dem Titel „Nicht jugendfrei!“ als Spielversion für Erwachsene heraus.

## Belege
1. 1 2 3 4 5 6  Spieleanleitung 5 Seconds, Megableu 2016.
2. ↑  Versionen von 5 seconds rule / 5 Seconds bei BoardGameGeek; abgerufen am 18. August 2018.
3. ↑  Beispielhaft: Will Smith and Ellen Play 5 Second Rule auf dem offiziellen youtube-Kanal der The Ellen DeGeneres Show; abgerufen am 18. August 2018.
4. ↑  5 Seconds Rule Mini Game in der Spieledatenbank BoardGameGeek (englisch); abgerufen am 23. Dezember 2019.
5. ↑  South African Edition in der Spieledatenbank BoardGameGeek (englisch); abgerufen am 23. Dezember 2019.
6. ↑  5 Seconds – Nicht jugendfrei, Rezension bei roterdorn.de, 13. November 2019; abgerufen am 23. Dezember 2019.